# Holehouse Gill
Der Holehouse Gill ist ein Wasserlauf im Lake District, Cumbria, England.
Der Holehouse Gill entsteht aus dem Abfluss des Holehouse Tarn so wie verschiedenen kleinen Zuflüssen. Er fließt in östlicher Richtung bis zu seiner Mündung in den River Duddon.